# Sonnet 152

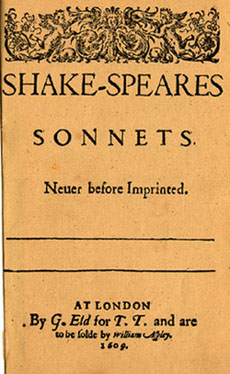
Sonnetten van Shakespeare, 1609

Sonnet 152 is een sonnet van William Shakespeare. Als de sonnettenreeks een verhaal vertelt, wat vaak verondersteld wordt, dan is dit de laatste episode van het drama. Sonnet 153 en Sonnet 154 maken er geen deel van uit en staan apart. In dit sonnet richt de dichter zich waarschijnlijk tot de Dark Lady, die hem al zijn geloften tegenover de jongeman die hij adoreert doet vergeten. Sonnet 152 is te lezen als het relaas van een driehoeksverhouding, want de Dark lady bedriegt niet alleen haar echtgenoot met de dichter, maar ook de mooie jongeling, de Fair Youth, die zij in Sonnet 133 en 134 verleidde.

## Shakespeares tekst
| Sonnet 152 In loving thee thou know'st I am forsworn, But thou art twice forsworn to me love swearing: In act thy bed-vow broke and new faith torn In vowing new hate after new love bearing. But why of two oaths' breach do I accuse thee When I break twenty? I am perjured most, For all my vows are oaths but to misuse thee, And all my honest faith in thee is lost. For I have sworn deep oaths of thy deep kindness, Oaths of thy love, thy truth, thy constancy, And to enlighten thee gave eyes to blindness, Or made them swear against the thing they see. For I have sworn thee fair - more perjured eye To swear against the truth so foul a lie. |

## Vertaling
Je weet dat ik meinedig werd toen ik jou minde,
Maar jij bent het tweemaal, mij liefde zwerend,
Brak je in bed je eed en schond een nieuw vertrouwen,
En zwoer opnieuw te haten wie je daarnet nog had bemind.
Maar waarom verwijt ik jou de schending van twee eden,
Terwijl ik er wel twintig brak? Ik pleegde de meeste meineed,
Met al mijn liefdeseden wilde ik jou bedriegen
En nu vertrouw ik je niet meer,
Want ik bezwoer je dat je innig goed was,
Ik gaf op van je liefde, trouw en standvastigheid.
Om alles en jou beter te laten lijken, verblindde ik mezelf,
Ik zwoer bij het omgekeerde van wat ik eigenlijk zag;
Dat jij goed en mooi was; Geen valser eed dan dat,
Om waarheid met een vuile leugen te besmeuren!

## Analyse
Shakespeares sonnetten zijn voornamelijk geschreven in een metrum genaamd jambische pentameter, een rijmschema waarin elke sonnetregel bestaat uit tien lettergrepen. De lettergrepen zijn verdeeld in vijf paren, jamben genoemd, waarbij elk paar begint met een onbeklemtoonde lettergreep.
Tot wie de dichter zich in de eerste vier versregels richt is een kwestie waarover de onderzoekers het niet eens zijn. Sommige opperen dat het weleens Anne Hathaway zou kunnen zijn, met wie Shakespeare in 1582 huwde. Meer voor de hand liggend en beter passend in de plot van de sonnetten, is dat het hier gaat om de Dark lady. Door haar te beminnen is de dichter ontrouw tegenover de jongeman uit de sonnetten. 

### Versregel 1
In loving thee thou know'st I am forsworn: de dichter zegt hier dat hij zijn woord gebroken heeft door haar zijn liefde te schenken (terwijl alleen de jongeman zijn liefde waardig is).

### Versregel 2
But thou art twice forsworn to me love swearing: maar jij (de vrouw) hebt twee keer je woord gebroken: 

### Versregel 3
In act thy bed-vow broke and new faith torn: één keer toen je als getrouwde vrouw het bed indook met een andere en overspel bedreef. Een tweede keer (waarschijnlijk, gezien de ontwikkelingen die in de sonnetten worden verteld) door jezelf aan de jongeman over te geven. Dit laatste gebeurt in Sonnet 133 en Sonnet 134 waarin de Dark lady de jongeman (de geliefde van de dichter, Shakespeare dus) verleidt.

### Versregel 4
In vowing new hate after new love bearing: de nieuwe liefde is de vriend van de dichter, van wie ze zich vervolgens afkeert om terug te keren naar de dichter (wat gebeurt in Sonnet 151 en 152).
Het hele gedicht door is de dichter geobsedeerd oor deze gedachte: zij heeft hem bedrogen, tweemaal bedrogen (forsworn, twice forsworn) na het zweren van liefdestrouw (swearing) en van zijn kant heeft ook hij zijn woord gebroken. Die obsessie is te merken aan swear, swore, forsworn, vows, vowing, oaths die eigenlijk varianten zijn van hetzelfde woord. 
In 'versregel 13 staat het dubbelzinnige "more perjured eye", het liegende, meinedige oog, dat ook gelezen kan worden als "more perjured I", ik die de grootste leugenaar ben. De Oxford-editie van Shakespeares werken volgt hier wat in de quarto staat ("eye"), terwijl anderen, zoals David West, kiezen voor "I".